# Theo Evan
Evangelos Theodorou (født 26. november 1997), også kendt som Theo Evan, er en græsk-cypriotisk sanger, sangskriver, danser og skuespiller. Det er planlagt, at han skal repræsentere Cypern i Eurovision Song Contest 2025 i Basel i Schweiz.

## Karriere
Evan er født i Nicosia i en græsk-cypriotisk familie. Han brugte sin ungdom på dans og som sanger i sit skolekor. Han begyndte som sanger siden han var syv år gammel og sangskriver siden teenageårene. Evan har også optrådt i forskellige teaterforestillinger og talentshows rundt omkring i Cypern, hvor han også vandt flere priser som sine præstationer.  
Efter at have dimitteret fra The English School i Nicosia flyttede Evan til USA for at studere musik på Berklee College of Music i Boston. Han er siden blevet inviteret tilbage som æresgæst til universitetets dimissionsceremonier tre gange, heriblandt sammen med andre kunstnere som Missy Elliot, Pharrell Williams, John Legend og Justin Timberlake. I 2021 udgav han sin debutsingle "The Wall". Evan var også medvirkende i den anden sæson af den amerikanske tv-serie Euphoria. Efter et kort ophold i Los Angeles vendte han tilbage til sin hjemby for at fortsætte sin musikkarriere.
Den 2. september 2024 blev det afsløret, at han skulle repræsentere Cypern i Eurovision Song Contest 2025 i Basel i Schweiz. Det vil være første gang siden 2017, at Cypern bliver repræsenteret af en cypriot.

## Kunstneri
Evans kunstnerskaber er beskrevet som alt fra Stromae til Michael Jackson til reggaeton. Hans musikstil bliver beskrevet som en blanding mellem sydeuropæisk pop med mørke og grynede toner med nutidig popmusik.

## Diskografi
| Titel                    | År   |
| ------------------------ | ---- |
| "The Wall"               | 2021 |
| "So Cold"                | 2022 |
| "Burn Us Down"           | 2022 |
| "Save Me from Myself"    | 2023 |
| "Dark Side"              | 2023 |
| "The Cost of Losing You" | 2024 |
| "Fading Dreams"          | 2024 |